# کشمیر (واشینگتن)
کشمیر (به انگلیسی: Cashmere) شهری در شهرستان چیلان، ایالت واشنگتن است که در سرشماری سال ۲۰۱۰ میلادی، ۳۰۶۳ نفر جمعیت داشته است.